# ジェームズ・ステュアート (俳優)
ジェームズ・ステュアート（James Stewart、1908年5月20日 - 1997年7月2日）は、アメリカ合衆国ペンシルベニア州インディアナ出身の俳優。本名はジェームズ・メイトランド・ステュアート（James Maitland Stewart）。愛称はジミー（Jimmy Stewart）。
191cmの長身で、その誠実な人柄と、日々の生活で困難に立ち向かう「アベレージ・ジョー」（平均的な中流階級のアメリカ人）の善良な役柄を多く演じたことによる印象から「アメリカの良心」と呼ばれた。米国ボーイスカウト連盟の功労賞シルバー・バッファロー章の数少ない受賞者の一人でもある。
アメリカン・フィルム・インスティチュート（AFI）が「AFIアメリカ映画100年シリーズ」の一環として選出した『アメリカ映画スターベスト100』では男性スター部門の3位にランク入りした。また、アメリカ国立フィルム登録簿に登録された映画10作品（『スミス都へ行く』、『砂塵』、『桃色の店』、『フィラデルフィア物語』、『素晴らしき哉、人生!』、『裸の拍車』、『裏窓』、『めまい』、『リバティ・バランスを射った男』、『西部開拓史』）に出演している。

## 来歴

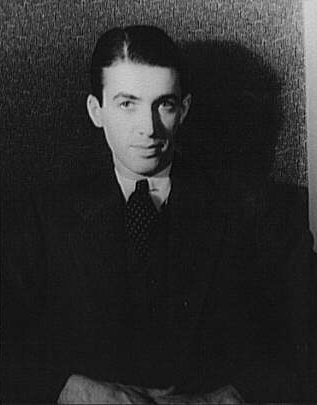
1934年10月撮影

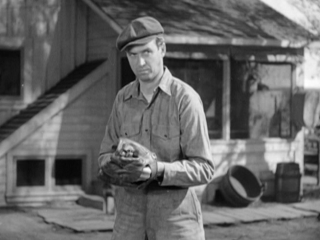
映画『甦る熱球』（1949年）より。モンティ・ストラットンを演じる

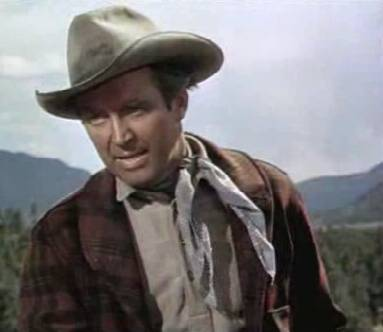
映画『裸の拍車』（1953年）より

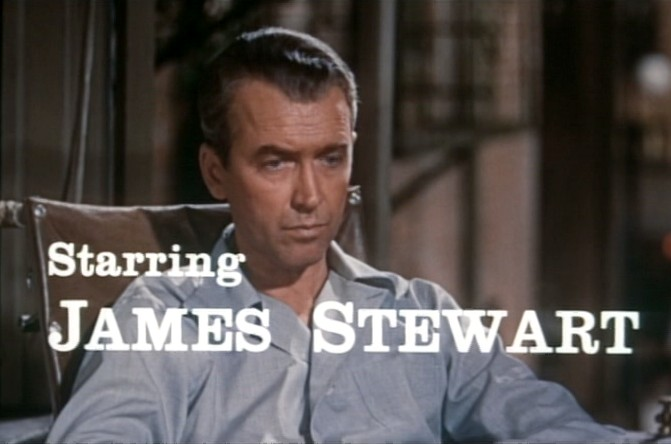
映画『裏窓』（1954年）より

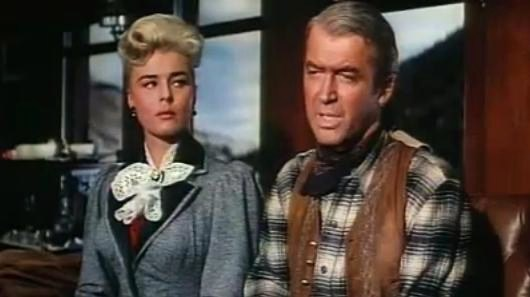
映画『夜の道』（1957年）より

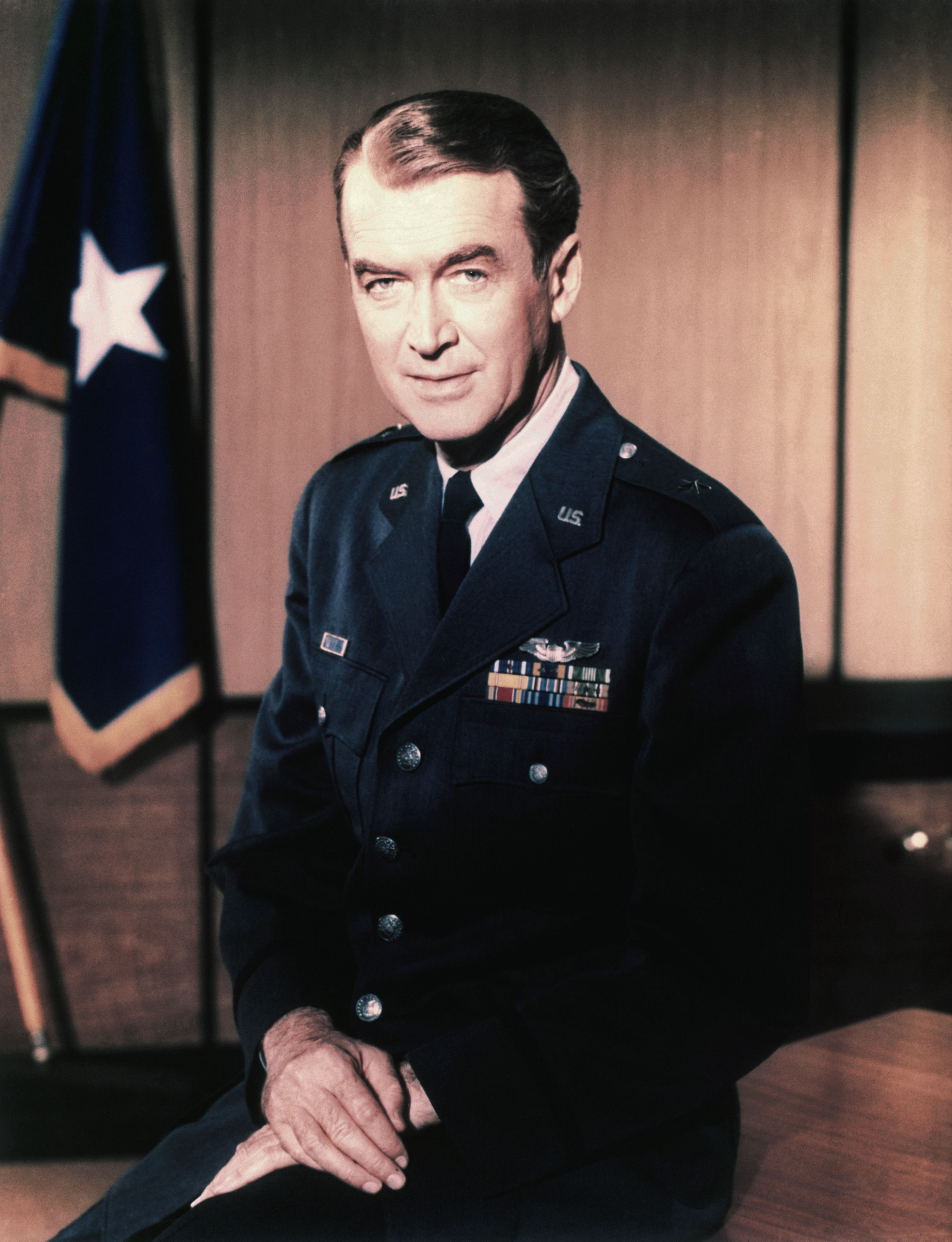
軍服姿。1960年代に撮影

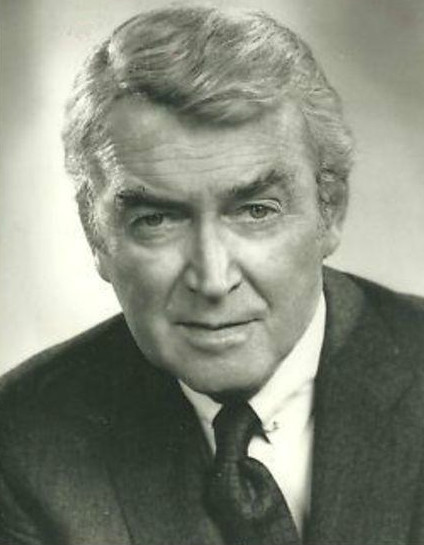
1973年撮影

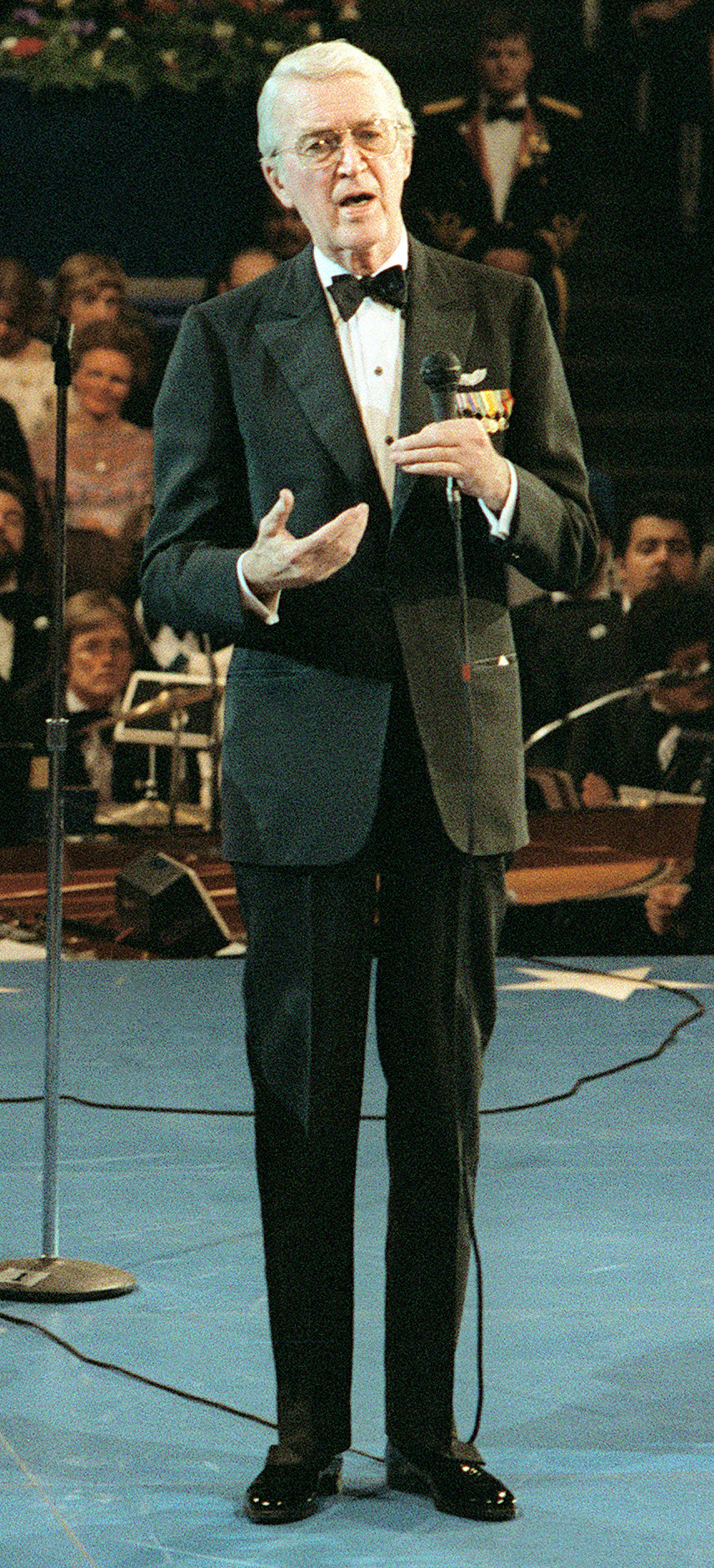
1981年撮影

裕福な家庭に生まれ、プリンストン大学で建築学と都市工学を学ぶ。大学卒業後、ジョシュア・ローガン（後に映画監督となる）、ヘンリー・フォンダ、マーガレット・サラヴァンらが所属する学生演劇集団「ユニバーシティ・プレイハウス・グループ」に参加。俳優を志し、彼らと共にニューヨークで共同生活を送るが世界恐慌による不況のためにほとんど仕事はなく、俳優業を諦めることも考えていた。
ヘンリー・フォンダの誘いでハリウッドへ行き、メトロ・ゴールドウィン・メイヤー（MGM）と契約。舞台で共演した女優でコラムニストのヘッダ・ホッパーの推薦により、『舗道の殺人』（1935年）に出演して映画デビュー。翌1936年には 『超スピード時代』 で初主演を果たした。フランク・キャプラが「彼の平凡な魅力は、どこにでもいそうでどこにもいない」と着目し、『我が家の楽園』（1938年）、『スミス都へ行く』（1939年）で主役に抜擢。作品が大ヒットしスターとなる。翌1940年の 『フィラデルフィア物語』 でアカデミー主演男優賞を獲得した。1948年にはアルフレッド・ヒッチコック監督の『ロープ』 に主演として起用された。ヒッチコックお気に入りの男優として計4本に主演している。
第二次世界大戦中は率先して軍隊に志願。陸軍航空軍のB-24爆撃機パイロットとして活躍した。出撃回数は20回、飛行時間は1800時間にも及び、1945年3月に大佐に昇進した。大戦後の1959年7月には空軍准将に昇進。1968年3月に空軍を退役し、その後少将に昇進している（ハリウッドの俳優としては最高位）。親友のゲイリー・クーパーが『ヨーク軍曹』でアカデミー賞を受賞した際には、堂々と軍服姿でプレゼンターとして授賞式に出席し、クーパーにオスカーを手渡している。
戦後はハリウッドに英雄として凱旋。映画会社は彼を主演に戦争映画を作ろうと目論んだが、ジミーは「本物の戦争を見てきた人間が、戦争映画に出たいと思いますか?」とそれらを全て断り『素晴らしき哉、人生!』（1946年）、『ハーヴェイ』（1950年）といったヒューマン・コメディに主演した。
戦後は『ウィンチェスター銃'73』（1950年）、『怒りの河』（1952年）、『ララミーから来た男』（1955年）などの西部劇でも新境地を拓いた。なお『ウィンチェスター銃'73』 で、初めて作品の儲けから定率でギャラを支払う、いわゆる出来高払い制度で契約した。このシステムは、現在まで長い間引き続き使われている。
1984年、長年の映画界への功績を称え、アカデミー名誉賞が授与された。

## 人物

### 私生活
第二次世界大戦後、41歳の時に元モデルのグロリア・マクリーンと結婚。双子の女児がいる。また2人の男児を養子に取り、その一人ロナルドは24歳の時にベトナム戦争に従軍して亡くなっている。娘のケリーは人類学者となった。
政治的には共和党を支持していた。

### エピソード
- 元悪党という場合を除き、基本的に悪役を演じたことはないが、『夕陽特急』（1936年）では悪役として出演している。
- 元悪党として『怒りの河』（1951年）の入植者を導く改心した元強盗、『遠い国』（1954年）の人間嫌いでエゴイストなカウボーイも終盤には正義感に目覚め街の人々の為に悪徳保安官一党と闘い、『バンドレロ！』（1968年）の元北軍将校で魔がさして銀行強盗をするが最後は保安官に金を返し息絶える役。
- 1947年赤狩りの時は体制側を支持した事から、無名時代からの親友であり革新派支持のヘンリー・フォンダと大喧嘩するが、フォンダが『ミスタア・ロバーツ』でハリウッドに凱旋復帰した頃に和解し『間違えられた男』のセットに表敬訪問、以後2人は政治の話を一切しなかった。
- 最後の西部劇『テキサス魂』（1970年）撮影中（1969年）に、グロリア夫人の連れ子をベトナム戦争で亡くし落ち込んだ彼を励ましたのは、やはり共演者で親友のフォンダだった。昼食後に必ずニンジンやスイカを持って厩に行き愛馬パイに食べさせる事に気づいたハンク（フォンダの愛称）は、パイの絵を描きクランクアップした時にプレゼントした。
- ジミー（スチュアートの愛称）は『ウィンチェスター銃'73』以来20年間愛馬パイに乗り続け、馬主もジミー以外のスターには貸さなかった。
- 自身が最も気に入っている作品のひとつは『ハーヴェイ』（1950年）であった。
- ゴシップと無縁な稀有なスターとして知られる。結婚も生涯一度きりであり、離婚歴はない。妻のグロリアは「夫は毎日のように美しい女優と共演しているのに、いつもきちんと家に帰ってきました」と語っている。
- キス・シーンが苦手で、アルフレッド・ヒッチコックは「彼はグレース・ケリーやキム・ノヴァクとキスできるというのに、ちっとも嬉しそうな顔をしない」とぼやいた。なおジミー本人は「僕がキス・シーンが苦手なのはたぶん、相手の女優と身長差がありすぎるせいだろう」と話している。
- 後年「あなたの演技（Act）の秘密は?」と聞かれた際に、「I don't act.  I just react.（私は演じてはいません。ただ相手に合わせているだけです。）」と答えている。
- 第一回『東京国際映画祭』で『グレン・ミラー物語』（1954年）ステレオサウンド版の舞台挨拶で「好きな監督はフランク・キャプラとアルフレッド・ヒッチコックです」と明言している。

## 主な出演作品
| 公開年    | 邦題 原題                                                           | 役名                               | 監督                                  | 備考                         |
| --------- | ------------------------------------------------------------------- | ---------------------------------- | ------------------------------------- | ---------------------------- |
| 1935      | 舗道の殺人 The Murder Man                                           | ショーティ                         | ティム・ウィーラン                    |                              |
| 1936      | ローズ・マリイ Rose Marie                                           | ジョン・フラワー                   | W・S・ヴァン・ダイク                  |                              |
| 1936      | 結婚設計図 Next Time We Love                                        | クリストファー・テイラー           | ポール・コーナー                      |                              |
| 1936      | 妻と女秘書 Wife vs. Secretary                                       | デイヴ（ホワイティの恋人）         | クラレンス・ブラウン                  |                              |
| 1936      | 小都会の女 Small Town Girl                                          | エルマー                           | ウィリアム・A・ウェルマン             |                              |
| 1936      | 超スピード時代 Speed                                                | テリー・マーティン                 | エドウィン・L・マリン                 |                              |
| 1936      | 豪華一代娘 The Gorgeous Hussy                                       | ロディ                             | クラレンス・ブラウン                  |                              |
| 1936      | 踊るアメリカ艦隊 Born to Dance                                      | テッド                             | ロイ・デル・ルース                    |                              |
| 1936      | 夕陽特急 After the Thin Man                                         | デイヴィッド・グラハム             | W・S・ヴァン・ダイク                  |                              |
| 1937      | 第七天国 Seventh Heaven                                             | チコ                               | ヘンリー・キング                      |                              |
| 1937      | 最後のギャング The Last Gangster                                    | ポール・ノース・シニア             | エドワード・ラドウィッグ              |                              |
| 1937      | 海の若人 Navy Blue and Gold                                         | ジョン                             | サム・ウッド                          |                              |
| 1938      | 店曝らしの天使 The Shopworn Angel                                   | ウィリアム                         | H・C・ポッター                        |                              |
| 1938      | 我が家の楽園 You Can't Take It with You                             | トニー                             | フランク・キャプラ                    |                              |
| 1939      | 貴方なしでは Made for Each Other                                    | ジョニー                           | ジョン・クロムウェル                  |                              |
| 1939      | スミス都へ行く Mr. Smith Goes to Washington                         | ジェファーソン・スミス             | フランク・キャプラ                    |                              |
| 1939      | 砂塵 Destry Rides Again                                             | トマス                             | ジョージ・マーシャル                  |                              |
| 1940      | 桃色の店 The Shop Aroud the Corner                                  | アルフレッド・クラリック           | エルンスト・ルビッチ                  |                              |
| 1940      | フィラデルフィア物語 The Philadelphia Story                         | コナー                             | ジョージ・キューカー                  | アカデミー主演男優賞受賞     |
| 1941      | 美人劇場 Ziegfeld Girl                                              | ギルバート・ヤング                 | ロバート・Z・レナード                 |                              |
| 1946      | 素晴らしき哉、人生! It's a Wonderful Life                           | ジョージ・ベイリー                 | フランク・キャプラ                    |                              |
| 1947      | 魔法の町 Magic Town                                                 | リップ・スミス                     | ウィリアム・A・ウェルマン             |                              |
| 1948      | 出獄 Call Northside 777                                             | P・J・マクニール                   | ヘンリー・ハサウェイ                  |                              |
| 1948      | ロープ Rope                                                         | ルパート                           | アルフレッド・ヒッチコック            |                              |
| 1948      | 不時着結婚 You Gotta Stay Happy                                     | マーヴィン・ペイン                 | H・C・ポッター                        |                              |
| 1949      | 甦る熱球 The Stratton Story                                         | モンティ・ストラットン             | サム・ウッド                          |                              |
| 1950      | ウィンチェスター銃'73 Winchester'73                                 | リン・マクアダム                   | アンソニー・マン                      |                              |
| 1950      | 折れた矢 Broken Arrow                                               | トム・ジェフォーズ                 | デルマー・デイヴィス                  |                              |
| 1950      | ハーヴェイ Harvey                                                   | エルウッド                         | ヘンリー・コスター                    | 舞台版と映画版の両方に出演   |
| 1952      | 地上最大のショウ The Greatest Show on Earth                         | 道化師バトンズ                     | セシル・B・デミル                     |                              |
| 1952      | 怒りの河 Bend of the River                                          | グリン・マクリントック             | アンソニー・マン                      |                              |
| 1952      | カービン銃第一号 Carbine Williams                                   | マーシュ                           | リチャード・ソープ                    |                              |
| 1953      | 裸の拍車 The Naked Spur                                             | ハワード・ケンプ                   | アンソニー・マン                      |                              |
| 1953      | 雷鳴の湾 Thunder Bay                                                | スティーブ                         | アンソニー・マン                      |                              |
| 1953      | グレン・ミラー物語 The Grenn Miller Story                           | グレン・ミラー                     | アンソニー・マン                      |                              |
| 1954      | 裏窓 Rear Window                                                    | ジェフ                             | アルフレッド・ヒッチコック            |                              |
| 1954      | 遠い国 The Far Country                                              | ジェフ・ウェブスター               | アンソニー・マン                      |                              |
| 1955      | 戦略空軍命令 Strategic Air Command                                  | ロバート・ホランド                 | アンソニー・マン                      | 自らの企画でもある。         |
| 1955      | ララミーから来た男 The Man from Laramie                             | ウィル・ロックハート               | アンソニー・マン                      |                              |
| 1956      | 知りすぎていた男 The Man Who Knew Too Much                          | ベン                               | アルフレッド・ヒッチコック            |                              |
| 1957      | 翼よ! あれが巴里の灯だ The Spirit of St. Louis                      | チャールズ・リンドバーグ           | ビリー・ワイルダー                    |                              |
| 1957      | 夜の道 Night Passage                                                | グラント                           | ジェームズ・ニールソン                |                              |
| 1958      | めまい Vertigo                                                      | ジョン・'スコッティ'・ファーガソン | アルフレッド・ヒッチコック            |                              |
| 1958      | 媚薬 Bell, Book and Candle                                          | シェップ                           | リチャード・クワイン                  |                              |
| 1959      | 或る殺人 Anatomy of a murder                                        | ポール・ビーグラー                 | オットー・プレミンジャー              |                              |
| 1959      | 連邦警察 The FBI Story                                              | ジョン                             | マーヴィン・ルロイ                    |                              |
| 1960      | 戦略爆破部隊 The Mountain Road                                      | ボールドウィン                     | ダニエル・マン                        |                              |
| 1961      | 馬上の二人 Two Rode Together                                        | ガスリー・マケーブ保安官           | ジョン・フォード                      |                              |
| 1962      | リバティ・バランスを射った男 The Man Who Shot Liberty Valance       | ランス・ストッダート               | ジョン・フォード                      |                              |
| 1962      | H氏のバケーション Mr. Hobbs Takes a Vacation                        | ロジャー・ホブス                   | ヘンリー・コスター                    |                              |
| 1962      | 西部開拓史 How the West Was Won                                     | ライナス                           | ヘンリー・ハサウェイ                  | 第一話「河」主演             |
| 1963      | 恋愛留学生 Take Her, She's Mine                                     | フランク                           | ヘンリー・コスター                    |                              |
| 1964      | シャイアン Cheyenne Autumn                                          | ワイアット・アープ                 | ジョン・フォード                      | 中盤に特別出演               |
| 1965      | ボクいかれたヨ! Dear Brigitte                                       | ロバート・リーフ教授               | ヘンリー・コスター                    |                              |
| 1965      | シェナンドー河 Shenandoah                                           | チャーリー・アンダーソン           | アンドリュー・V・マクラグレン         |                              |
| 1965      | 飛べ!フェニックス The Flight of the Phoenix                         | フランク・タウンズ                 | ロバート・アルドリッチ                |                              |
| 1966      | スタンピード The Rare Breed                                         | サム・バーネット                   | アンドリュー・V・マクラグレン         |                              |
| 1968      | ファイヤークリークの決斗 Firecreek                                  | ジョニー・コブ                     | ヴィンセント・マックヴィーティ        |                              |
| 1968      | バンドレロ Bandolero!                                               | メイス・ビショップ                 | アンドリュー・V・マクラグレン         |                              |
| 1970      | テキサス魂 The Cheyenne Social Club                                 | ジョン・オハラハン                 | ジーン・ケリー                        | 最後の西部劇                 |
| 1971      | 愚者の行進 Fools' Parade                                            | マッティ                           | アンドリュー・V・マクラグレン         |                              |
| 1971–1972 | 陽気なハワード一家 The Jimmy Stewart Show                           | ジム・ハワード教授                 |                                       | テレビシリーズ、24エピソード |
| 1972–1973 | Hawkins                                                             | ビリー・ジム・ホーキンス           |                                       | テレビシリーズ、9エピソード  |
| 1974      | ザッツ・エンターテインメント That's Entertainment                   | 共同司会                           |                                       | ドキュメンタリー             |
| 1976      | ラスト・シューティスト The Shootist                                 | ホステトラー医師                   | ドン・シーゲル                        |                              |
| 1977      | エアポート'77/バミューダからの脱出 Airport'77                       | フィリップ・スティーヴンス         | ジェリー・ジェームソン                |                              |
| 1978      | 大いなる眠り The Big Sleep                                          | スターンウッド将軍                 | マイケル・ウィナー                    |                              |
| 1978      | ラッシー The Magic of Lassie                                        |                                    | ドン・チャフィ                        |                              |
| 1980      | アフリカ物語 The Green Horizon                                      | 老人                               | 羽仁進                                |                              |
| 1991      | アメリカ物語2/ファイベル西へ行く An American Tail: Fievel Goes West |                                    | フィル・ニベリンク サイモン・ウェルズ | アニメ・声の出演             |

## 受賞歴

### アカデミー賞
受賞
1941年 アカデミー主演男優賞：『フィラデルフィア物語』
1985年 アカデミー名誉賞
ノミネート
1940年 アカデミー主演男優賞：『スミス都へ行く』
1947年 アカデミー主演男優賞：『素晴らしき哉、人生!』
1951年 アカデミー主演男優賞：『ハーヴェイ』
1960年 アカデミー主演男優賞：『或る殺人』

### ゴールデングローブ賞
受賞
1965年 セシル・B・デミル賞
1974年 男優賞 (テレビドラマ部門)：『Hawkins』
ノミネート
1951年 主演男優賞 (ドラマ部門)：『ハーヴェイ』
1963年 主演男優賞 (ミュージカル・コメディ部門)：『H氏のバケーション』

### ニューヨーク映画批評家協会賞
受賞
1939年 主演男優賞：『スミス都へ行く』
1959年 主演男優賞：『或る殺人』

## 日本語吹き替え
主に担当していたのは、以下の三人である。
浦野光
最も多く吹き替えており、スチュアートの専属（フィックス）として知られている。
NET（現：テレビ朝日）で1968年に担当して以来、『日曜洋画劇場』で主に担当し、70年代以降は他局でも起用される機会が多くなりスチュアートの声優として定着した。
家弓家正
スチュアートのもう一人のフィックスとして知られており、浦野の次に多く吹き替えていた。
フジテレビの『ゴールデン洋画劇場』を中心に主に担当していた。
小川真司
80年代以降のヒッチコック作品をテレビ朝日で主に担当していた。

## 参照
1. ↑  “どうにもほっとけない男”.   産経ニュース (2021年10月30日). 2021年10月30日閲覧。
2. ↑  “AFI's 100 YEARS...100 STARS” (英語).  AFI.com. 2014年10月25日閲覧。
3. ↑  “The 13th Academy Awards | 1941” (英語). www.oscars.org (2014年10月5日). 2025年6月21日閲覧。
4. ↑  "FBI Award." FBI. Retrieved: March 7, 2012.
5. ↑  Eliot 2006, p. 245.
6. ↑  Eliot 2006, p. 254.
7. ↑  “1984 (57th) HONORARY AWARD” (英語). Oscars.org（ACADEMY AWARDS DATABASE）.   AMPAS. 2025年6月19日閲覧。
8. ↑  "Gloria Stewart obituary." The New York Times, February 18, 1994.
9. ↑  "Casualty Record for Ronald Walsh McLean." nopquarter.com. Retrieved: March 7, 2012.
10. ↑  "Kelly Stewart." Archived 2011年5月17日, at the Wayback Machine. anthro.ucdavis.edu. Retrieved: March 7, 2012.
11. ↑  "Political Donations." newsmeat.com. Retrieved: March 7, 2012.
12. ↑  “The 12th Academy Awards | 1940” (英語). www.oscars.org (2014年10月5日). 2025年6月21日閲覧。
13. ↑  “The 19th Academy Awards | 1947” (英語). www.oscars.org (2014年10月4日). 2025年6月21日閲覧。
14. ↑  “The 23rd Academy Awards | 1951” (英語). www.oscars.org (2014年10月4日). 2025年6月21日閲覧。
15. ↑  “The 32nd Academy Awards | 1960” (英語). www.oscars.org (2014年10月5日). 2025年6月21日閲覧。